# Евгенија од Француске
Марија Августина Евгенија Игнација де Палафокс и Киркпатрик, 16. војвоткиња Тебе, 15. маркиза Ардала (Гранада, 5. мај 1826 — Мадрид, 11. јул 1920), познатија као Евгенија од Француске била је последња француска царица (1853—1870), жена Наполеона III.

## Биографија
Марија Августина Евгенија рођена је 5. маја 1826. године у Гранади, Шпанија. Отац јој је био Сипријано де Палафокс и Портокареро (1785—1839), 15. војвода Пењаранде де Дуеро, 8. гроф Аблитаса, 9. гроф Монтиха, 15. гроф Тебе, 8. гроф Фуентидуења, 14. маркиз Ардалеса, 17. маркиз Моје и 13. маркиз Алгабе.
Умрла је 11. јула 1920. у Мадриду.
Марија Евгенија је била француска царица. Удала се за Наполеона III (1853) на кога је имала огроман утицај. Успротивила се његовој политици према Италији, која је неповољно утицала на интересе папства и подржала експедицију у Мексико.